# Лаорент Шабані
Лаорент Шабані (алб. Laorent Shabani, нар. 9 серпня 1999, Мальме, Швеція) — албанський футболіст, півзахисник шведського клубу «Норрчепінг» та молодіжної збірної Албанії.

## Ігрова кар'єра

### Клубна
Лаорент Шабані народився у шведському місті Мальме у родині переселенців з Албанії. З дитинства почав займатися футболом в академії місцевого клубу «Мальме». У вересні 2017 року підписав з клубом молодіжний контракт, розрахований до кінця 2019 року. Вже у вересні Шабані потрапив до заявки команди на матч Аллсвенскан але на поле так і не вийшов.
Так і не зігравши за основу «Мальме» жодглшл матчу, перед стартом сезону 2020 року Шабані перейшов до клубу «Сіріус», у складі якого і дебютував у чемпіонаті Швеції.
Влітку 2022 року Шабані приєднався до клубу «Норрчепінг», підписавши з клубом контракт до 2025 року.

### Збірна
На міжнародному рівні Лаорент Шабані почав виступати за юнацькі збірні Швеції. У лютому 2018 року Федерація футболу Албанії звернулася до футболіста з пропозицією грати за збірну Албанії. І 5 червня Лаорент Шабані дебютував у молодіжній збірній Албанії.